# Nuno da Silva
Nuno da Silva (Vila Nova de Gaia – ?) foi um piloto e corsário português do século XVI.

## Biografia
Um dos casos mais célebres, mas não único, de portugueses que estão ao serviço de outros piratas e corsários na segunda metade do século XVI, cujos relatos se tornam cada vez mais frequentes e cuja longa experiência dos mares lhes permite levá-los ao coração do Império Espanhol, foi o caso do piloto Nuno da Silva. Foi capturado e feito prisioneiro pelo corsário Inglês (mais tarde Sir) Francis Drake em 1578 quando este, no início da sua segunda viagem à volta do Mundo, deu caça a alguns navios na ilha de Santiago de Cabo Verde, tomando aquele onde este piloto se encontrava e levando-o para que lhe servisse de guia ao longo do litoral da América do Sul. Foi um dos dois pilotos Portugueses que o conduziu na travessia do estreito de Magalhães e, depois, às costas do Peru para saquear os Espanhóis, permitindo-lhe depois circundar o mundo em 1578. No regresso terá parado em Lisboa onde, aliás, voltaria anos depois ao serviço de D. António de Portugal, Prior do Crato. O Embaixador Espanhol em Londres escreveu a D. Filipe II de Espanha: "el Draques afirma que si no fuera por dos pilotos portugueses que tomó en un navío que robó y hechó a fondo en la costa del Brasil a la yda no pudiera haver echo el viage. Ha dado a la Reyna un diario de todo lo que le ha sucedido en los tres años y una gran carta" (Carta de Bernardino de Mendoza a D. Filipe II, 16 de Outubro de 1580).